# Vanessa Grimm
Vanessa Grimm (Hann. Münden, Baja Sajonia; 22 de abril de 1997) es una atleta alemana que compite en pruebas combinadas.

## Vida personal
Grimm se graduó en la escuela Albert Schweitzer, de Hofgeismar. Después de un tiempo como candidata a comisionado de policía, fue comisaria de policía capacitada y llegó a formar parte de un grupo de promoción deportiva de la policía de Hesse, al que entró en enero de 2020.
Vanessa Grimm ha estado entrenando para el Königsteiner LV con Philipp Schlesinger desde 2018 y anteriormente compitió para el LG Reinhardswald, el club matriz del TSG Hofgeismar, donde fue entrenada por Mustafa Hallal.
Su hermana menor Jessica fue campeona de Hessen en el salto con pértiga, pero también compitió en salto de vallas.

## Carrera deportiva
Vanessa Grimm comenzó participando en diversas disciplinas, en las que estableció numerosos récords y ganó títulos de campeonato en los distintos grupos de edad a nivel regional y nacional. En 2013 se presentó a los campeonatos de Darmstadt, logrando clasificarse con 4760 puntos en el heptatlón para los campeonatos nacionales juveniles en Bernshausen, donde llegó en la clase Sub-18 con 5087 puntos hasta el décimo puesto.
En 2014 Grimm en Bernhausen alcanzó el sexto lugar con 5064 puntos en el Campeonato de Alemania Juvenil All-Around.
En 2015, ahora como Sub-20, subió al podio tras ganar en el Campeonato Juvenil de Alemania en Heidenheim la medalla de bronce con 5245 puntos.
En 2016 comenzó el año en Hamburgo como campeona de Alemania Sub-20 en pentatlón en pista cubierta con 3685 puntos y estuvo en Kienbaum (Brandeburgo) en el heptatlón con 5538 puntos como campeona de Alemania Sub-20.
En 2017, Grimm, que pasó a Sub-23, luchó por el primer metal precioso entre los jugadores activos a principios de año. Con 3941 puntos, ganó el bronce en el pentatlón en los campeonatos de Alemania en pista cubierta en Hamburgo. Le siguió otra medalla de bronce en el heptatlón con 5300 puntos en la categoría Sub-23 en los campeonatos generales alemanes en Kienbaum. Grimm también comenzó en la reunión general en Ratingen y terminó quinta con 5694 puntos.
En 2018 no hubo oportunidad de demostrar su valía en los campeonatos alemanes en pista cubierta, ya que no se había encontrado ningún organizador para las competiciones. En Wesel, Grimm fue subcampeona de Alemania en heptatlón en la disciplina Sub-23 con 5583 puntos. En el encuentro completo en Ratingen, terminó décima con 5791 puntos, y alcanzó el octavo lugar en la Copa Thorpe en Knoxville (Tennessee).
En 2019 no pudo sumar puntos en los campeonatos alemanes de pista cubierta en Halle, pero alcanzó el podio en el Meeting Internacional de Pista Cubierta de Tallin (Estonia) el 3 de febrero, cuando se llevó el bronce con 4023 puntos. En la temporada al aire libre, Grimm compitió en el Campeonato Europeo de Atletismo Sub-23 en Gävle (Suecia), donde quedó décima en el heptatlón, con 5649 puntos. Luego estuvo en Bietigheim-Bissingen con 5738 puntos, siendo campeona general de Alemania Sub-23, y quedó en cuarto lugar en la Copa Thorpe en Bernhausen.
En 2020, antes de ganar el título en el campeonato de pista cubierta de Alemania en Leverkusen con 4263 puntos a principios de febrero, Grimm compitió en la reunión de X-Athletics en Aubière (Francia) a mediados de enero, terminando en segundo lugar con 4242 puntos. En el resto de temporada, paralizada en buena parte por el coronavirus (con los torneos en interior cancelados), la temporada al aire libre comenzó más tarde, participando en los campeonatos generales de Alemania en Vaterstetten, donde quedó tercera con 6047 puntos.
En 2021, después de quedar postergados los Juegos Olímpicos de Tokio a consecuencia de la pandemia por el coronavirus, Grimm viajó a Japón con la representación alemana para participar en su primera prueba olímpica en el heptatlón, quedando decimonovena en la clasificación final, sumando 6114 puntos.

## Resultados por competición

### Por temporada
| Representando a Alemania | Representando a Alemania               | Representando a Alemania | Representando a Alemania | Representando a Alemania | Representando a Alemania |
| ------------------------ | -------------------------------------- | ------------------------ | ------------------------ | ------------------------ | ------------------------ |
| Año                      | Competición                            | Lugar                    | Puesto                   | Modalidad                | Marca                    |
| 2019                     | Campeonato Europeo de Atletismo Sub-23 | Gävle                    | 10.ª                     | Heptatlón                | 5649 pts.                |
| 2021                     | Hypomeeting Götzis                     | Götzis                   | 5.ª                      | Heptatlón                | 6316 pts.                |
| 2021                     | Mehrkampf-Meeting Ratingen             | Ratingen                 | 4.ª                      | Heptatlón                | 6231 pts.                |
| 2021                     | Juegos Olímpicos                       | Tokio                    | 19.ª                     | Heptatlón                | 6114 pts.                |
| 2023                     | Campeonato Mundial de Atletismo        | Budapest                 | 14.ª                     | Heptatlón                | 6088 pts.                |
| 2024                     | Campeonato Europeo de Atletismo        | Roma                     | 11.ª                     | Heptatlón                | 6036 pts.                |

### Mejores marcas
| Disciplina                        | Marca        | Lugar        | Fecha                |
| --------------------------------- | ------------ | ------------ | -------------------- |
| 60 metros lisos (pista cubierta)  | 7,86 s.      | Sindelfingen | 4 de febrero de 2023 |
| 100 metros lisos (exterior)       | 12,24 s.     | Gladbeck     | 19 de mayo de 2018   |
| 200 metros lisos (exterior)       | 24,13 s.     | Frankfurt    | 4 de julio de 2020   |
| 200 metros lisos (pista cubierta) | 25,72 s.     | Dortmund     | 25 de enero de 2015  |
| 800 metros lisos (exterior)       | 2:13,27 min. | Götzis       | 28 de mayo de 2023   |
| 800 metros lisos (pista cubierta) | 2:17,41 min. | Tallin       | 4 de febrero de 2024 |
| 60 metros vallas (pista cubierta) | 8,59 s.      | Hanau        | 15 de enero de 2012  |
| 100 metros vallas (exterior)      | 13,62 s.     | Ratingen     | 19 de junio de 2021  |
| Salto de altura                   | 1,80 m.      | Götzis       | 28 de mayo de 2022   |
| Salto de longitud                 | 6,31 m.      | Götzis       | 29 de mayo de 2022   |
| Lanzamiento de peso               | 15,11 m.     | Sindelfingen | 4 de febrero de 2023 |
| Lanzamiento de jabalina           | 46,03 m.     | Gelnhausen   | 25 de junio de 2022  |
| Pentatlón                         | 4494 pts.    | Tallin       | 4 de febrero de 2024 |
| Heptatlón                         | 6323 pts.    | Götzis       | 29 de mayo de 2022   |